# خلیل آقایی
خلیل آقایی کهلیک بلاغی (زادهٔ ۱۳۳۹ در بیله‌سوار) نمایندهٔ حوزهٔ انتخابیهٔ مشگین‌شهر در دورهٔ ششم مجلس شورای اسلامی بوده‌است.
او همچنین معاون وزیر و رئیس سازمان جنگل‌ها، مراتع و آبخیزداری کشور بوده‌است. این انتصاب توسط محمود حجتی، وزیر وقت جهاد کشاورزی انجام شد.

## بازداشت به دلیل فساد مالی
خلیل آقایی در تاریخ ۵ آبان ۱۳۹۸ به دلیل فساد در سازمان جنگل‌ها بازداشت شد.